# Miguel Maria Maximiliano de Bragança
Miguel Maximiliano de Bragança (Reichenau an der Rax, 22 de setembro de 1878 – Nova Iorque, 21 de fevereiro de 1923), foi o filho mais velho do pretendente miguelista ao trono português, Miguel Januário de Bragança e de sua primeira esposa, a princesa Isabel de Thurn e Taxis, tendo, em 1920, sido forçado a renunciar aos seus alegados direitos dinásticos e à sua sucessão ao trono português, por seu casamento com uma atriz americana.

## Primeiros Anos

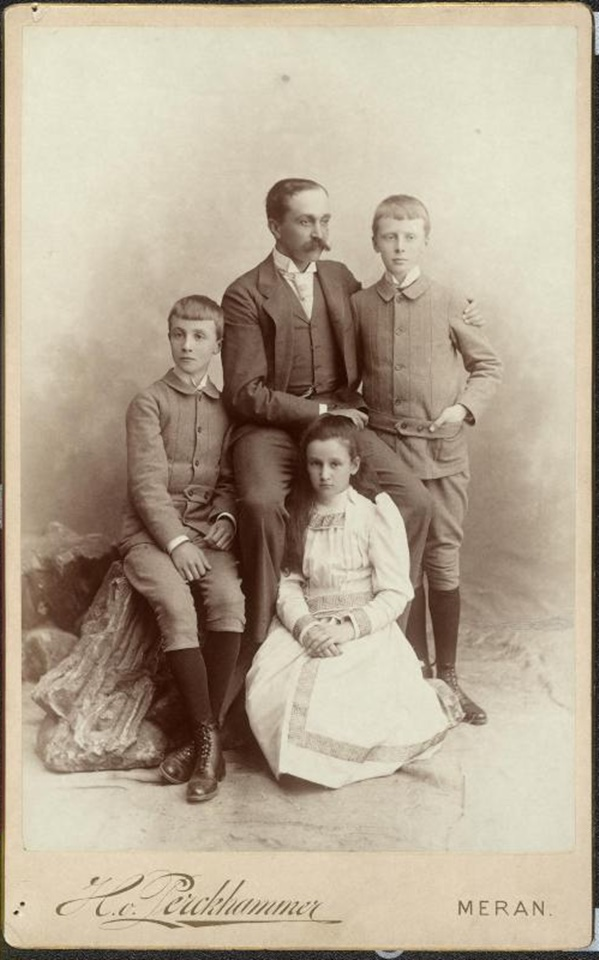
Miguel Maximiliano (de pé, à dir.) com o pai Miguel Januário e os irmãos Francisco José e Maria Teresa.

Miguel Maximiliano de Bragança nasceu em Reichenau an der Rax, no Império Austro-Húngaro, sendo o filho mais velho do pretendente Miguelista ao trono português, Miguel Januário de Bragança, e da sua primeira esposa, a princesa Isabel de Thurn e Taxis, sobrinha da imperatriz Isabel da Áustria. O pai do príncipe Miguel era o chefe do ramo não-reinante da Casa Real Portuguesa que se encontrava exilado do país. O exílio tinha acontecido devido a uma lei de expulsão de Portugal promulgada em 1834 e à constituição de 1838, ambas resultantes do facto de, em 1828, o seu avô D. Miguel ter usurpado o trono de Portugal da sua sobrinha, a rainha D. Maria II. O seu avô reinou até 1834, quando D. Maria II recuperou o trono.
Tal como o seu pai, Miguel seguiu uma carreira militar e prestou serviço do regimento de cavalaria da Saxónia. A 16 de Setembro de 1900, Miguel estava a regressar à sua cidade num faetonte depois de estar presente num jantar numa casa de campo, quando embateu contra a carruagem do príncipe Alberto da Saxónia, filho do príncipe Jorge e sobrinho do monarca reinante da Saxónia, Alberto - que era também seu primo direito. A colisão foi tão forte que a carruagem do príncipe Alberto se virou e caiu numa vala. O príncipe Alberto morreu algumas horas depois. Uma vez que não se conseguiu determinar se este acontecimento foi um acidente ou intencional, Miguel escapou a um julgamento, mas foi forçado a prescindir da sua comissão no exército e a deixar o país.
Um ano depois, o príncipe causou mais controvérsia quando se descobriu que, quando o rei Carlos I de Portugal visitou o Reino Unido, Miguel entrou em Portugal com o objectivo de ajudar numa revolta contra o rei. Depois deste incidente ser descoberto, Miguel foi rejeitado socialmente pelas famílias reais.

## Casamento
A 9 de Julho de 1909, foi anunciado em Londres o noivado de Miguel com a atriz e herdeira americana Anita Stewart. Anita Stewart era filha de William Rhinelander Stewart e Annie Armstrong. Depois de os seus pais se divorciarem em Agosto de 1906, a sua mãe casou-se com o milionário James Henry Smith.
Miguel e Anita Stewart casaram-se no Castelo de Tulloch, perto de Dingwall, na Escócia, a 15 de Setembro de 1909. Foi o primeiro casamento real a ser celebrado na Escócia desde a época dos Stuarts. Pouco antes do casamento, Anita Stewart recebeu o título de princesa de Bragança do sacro-imperador Francisco José I da Áustria. Quando se casou, Miguel pôde manter o seu lugar na linha de sucessão uma vez que a lei portuguesa não contemplava casamentos morganáticos.
Deste casamento nasceram três filhos: Nadejda, John e Miguel. Os filhos reivindicaram os títulos de príncipes e princesa até 1920, quando o casamento de Miguel foi declarado inválido em termos de sucessão.

## Últimos Anos
Depois do seu casamento, Miguel Maximiliano reivindicou o título de duque de Viseu do seu pai, apesar de o rei de Portugal, D. Manuel II, ainda estar vivo e reclamar o título para si próprio. Pouco depois do seu casamento, Miguel foi processado por um sindicato que lhe tinha emprestado dinheiro alguns anos antes quando o príncipe passou por dificuldades financeiras. Depois de ter prometido pagar ao sindicato com um quinto do dote que recebeu do seu casamento, depois tentou pagar apenas a quantia que tinha pedido emprestada. Apesar de ter pago o que devia à maior parte dos seus credores depois de se casar, alguns não ficaram satisfeitos e confiscaram mobília e outros bens, vendendo-os depois em leilão.
Em 1911-1912, Miguel Maximiliano participou nas revoltas monarquistas em Portugal, conhecidas por Monarquia do Norte, lideradas por Henrique Mitchell de Paiva Couceiro que consistiram numa tentativa falhada de derrubar a República Portuguesa. Também teve um papel activo na recolha de fundos para futuras revoltas.
Miguel Maximiliano encontrou mais tarde trabalho em Londres, onde trabalhou como escrivão para um corrector na firma Basil Montgomery, Fitzgerald and co. Depois de ter sido forçado a sair do exército, voltou ao mesmo para prestar serviço no corpo automóvel da Alemanha durante a Primeira Guerra Mundial, chegando à posição de capitão.
Depois da guerra, a 21 de Julho de 1920, Miguel renunciou aos direitos de sucessão do trono português em seu nome e em nome dos seus descendentes. O seu pai também renunciou aos seus direitos dez dias depois, o que colocou a liderança da causa miguelista nas mãos do seu meio-irmão mais novo, Duarte Nuno. O príncipe Miguel mudou-se mais tarde para Nova Iorque onde vendeu seguros de vida até morrer de pneumonia que se seguiu a um ataque de gripe.

## Descendência
1. Nadejda de Bragança (28 de Junho de 1910 - 13 de Junho de 1946), casada primeiro com Wlodzimierz Dorozynski, em 1930, de quem teve um filho antes de se divorciar em 1932. Casou-se pela segunda vez em Londres a 29 de Janeiro de 1942 com René Millet. Morreu devido a uma queda que, mais tarde, foi considerada como suicídio.
2. John de Bragança (7 de Setembro de 1912 - 12 de Março de 1991), licenciado pela Universidade de Harvard, prestou serviço militar na Marinha dos Estados Unidos durante a Segunda Guerra Mundial, tornando-se depois vice-presidente e tesoureiro da Rhinelander Real Estate Company e um banqueiro de investimento. Casou-se primeiro em Nova Iorque com Winifred Dodge Seyburn (neta do pioneiro da industria automóvel de Detroit, John Dodge), de quem teve um filho, Miguel, antes de se divorciar em 1953. Casou-se uma segunda vez, a 15 de Maio de 1971, com Katherine King.
3. Miguel de Bragança (8 de Fevereiro de 1915 - 7 de Fevereiro de 1996), trabalhou como piloto de aviação civil e casou-se, a 18 de Novembro de 1946 com Anne Hughson, de quem teve duas filhas.

## Genealogia
| Miguel Maria Maximiliano de Bragança | Pai: Miguel Januário de Bragança | Avô paterno: Miguel I de Portugal                      | Bisavô paterno: João VI de Portugal                          |
| Miguel Maria Maximiliano de Bragança | Pai: Miguel Januário de Bragança | Avô paterno: Miguel I de Portugal                      | Bisavó paterna: Carlota Joaquina de Bourbon                  |
| Miguel Maria Maximiliano de Bragança | Pai: Miguel Januário de Bragança | Avó paterna: Adelaide de Löwenstein-Wertheim-Rosenberg | Bisavô paterno: Constantino de Löwenstein-Wertheim-Rosenberg |
| Miguel Maria Maximiliano de Bragança | Pai: Miguel Januário de Bragança | Avó paterna: Adelaide de Löwenstein-Wertheim-Rosenberg | Bisavó paterna: Inês de Hohenlohe-Langenburg                 |
| Miguel Maria Maximiliano de Bragança | Mãe: Isabel de Thurn e Taxis     | Avô materno: Maximiliano António de Thurn e Taxis      | Bisavô materno: Maximiliano Carlos de Thurn e Taxis          |
| Miguel Maria Maximiliano de Bragança | Mãe: Isabel de Thurn e Taxis     | Avô materno: Maximiliano António de Thurn e Taxis      | Bisavó materna: Guilhermina de Dörnberg                      |
| Miguel Maria Maximiliano de Bragança | Mãe: Isabel de Thurn e Taxis     | Avó materna: Helena Carolina da Baviera                | Bisavô materno: Maximiliano, duque da Baviera                |
| Miguel Maria Maximiliano de Bragança | Mãe: Isabel de Thurn e Taxis     | Avó materna: Helena Carolina da Baviera                | Bisavó materna: Luísa Guilhermina da Baviera                 |